# Squid Game
Pour les articles homonymes, voir Squid.
Pour le jeu enfantin dont s'inspire la série, voir Ojingeo.
Squid Game ou Le Jeu du calmar au Québec (hangeul : 오징어게임 ; RR : Ojing-eogeim ; litt. « le jeu du calamar ») est une série télévisée dramatique de survie sud-coréenne, créée par Hwang Dong-hyeok et diffusée du 17 septembre 2021 au 27 juin 2025 sur la plateforme Netflix au niveau international.
Mettant en vedette Lee Jung-jae (gi-Hun), Park Hae-soo et Jung Ho-yeon, cette série raconte l'histoire de personnes en grande difficulté financière qui, dans l'espoir de remporter un prix de plusieurs milliards de wons, acceptent de risquer leur vie dans un jeu de survie mystérieux,. Le nom vient du jeu du calamar, en anglais squid game (jeu d'enfants en extérieur populaire en Corée du Sud dans les années 1970 et 1980), comme expliqué au premier épisode de la saison 1 ; ce jeu emploie les figures géométriques du cercle, du triangle et du carré, omniprésentes dans la série.
Première série sud-coréenne à s'imposer en tête du top 10 de la plateforme de streaming, ce programme comparé à Hunger Games ou encore à Battle Royale a pris « les critiques comme le public par surprise ». D'après Deadline, elle a même dominé, en l'espace de 10 jours, le top 10 de la plateforme dans 90 pays.
Le 12 octobre 2021, Netflix annonce que la série comptabilise le meilleur démarrage jamais vu sur sa plateforme, avec un total de 111 millions de visionnages en 27 jours, dépassant ainsi la série américaine La Chronique des Bridgerton et ses 82 millions de vues en un mois,.
Le 9 novembre 2021, le réalisateur Hwang Dong-hyeok annonce prévoir une deuxième saison, confirmée officiellement par Netflix le 12 juin 2022. Elle est mise en ligne le 26 décembre 2024. Une troisième et dernière saison est diffusée le 27 juin 2025.

## Résumé
456 personnes, qui ont toutes des difficultés financières, sont invitées à prendre part à une mystérieuse compétition de survie qu'elles ne peuvent pas quitter d'elles-mêmes, dans des locaux situés sur une île dont l'emplacement est tenu secret. Participant à une série de jeux à première vue enfantins, elles risquent leur vie pour gagner jusqu'à 45,6 milliards de wons.
Chaque joueur éliminé fait augmenter la cagnotte de 100 millions de wons supplémentaires. L'élimination des joueurs peut intervenir lors des jeux, mais également durant les périodes de pause, à cause de bagarres savamment orchestrées par les maîtres du jeu.
Dans la première saison, les joueurs peuvent mettre un terme au jeu si la majorité absolue vote « pour ». Dans ce cas, la somme accumulée est reversée à la famille des victimes. Dans la seconde saison cependant, si le vote (qui a lieu après chaque épreuve) donne la majorité à ceux qui veulent quitter le jeu, alors la somme accumulée est divisée entre eux.
La série suit plusieurs intrigues comme les tentatives de triche des joueurs, les trafics d'organes d'une partie des opérateurs du jeu, la volonté du personnage principal de mettre fin au jeu, ou encore le mystérieux groupe de riches hommes masqués venus assister aux jeux pour parier de l'argent.

## Distribution
Sauf indication contraire, les informations mentionnées dans cette section peuvent être confirmées par la base de données cinématographiques IMDb,  présente dans la section « Liens externes ».

### Personnages principaux

#### Introduits dans la première saison
- Lee Jung-jae (VF : Constantin Pappas) : Seong Gi-hun (no 456)
- Wi Ha-joon (VF : Juan Llorca) : Hwang Jun-ho
- Lee Byung-hun (VF : Christophe Jeannel) : Hwang In-ho (no 001) (saisons 2 et 3, invité saison 1)
- Lee Seo-hwan (VF : Yann Le Madic) : Park Jung-bae (no 390) (saison 2, invité saison 1)
- Park Hae-soo (VF : Mario Bastelica) : Cho Sang-woo (no 218) (saison 1)
- O Yeong-su (VF : Michel Tureau) : Oh Il-nam (no 001) (saison 1, invité saison 3)
- Jung Ho-yeon (VF : Olivia Nicosia) : Kang Sae-byeok (no 067) (saison 1, invitée saisons 2 et 3)
- Heo Sung-tae (VF : Gilles Morvan) : Jang Deok-su (no 101) (saison 1)
- Kim Joo-ryoung (VF : Marie-Laure Dougnac) : Han Mi-nyeo (no 212) (saison 1)
- Anupam Tripathi (VF : Anatole Yun) : Ali Abdul (no 199) (saison 1)

#### Introduits dans la deuxième saison
- Yim Si-wan (VF : Marc Arnaud) : Lee Myung-gi (no 333)[10]
- Kang Ha-neul (VF : Fabrice Lelyon) : Kang Dae-ho (no 388)[10]
- Park Sung-hoon (VF : Virginie Emane) : Cho Hyun-ju (no 120)[10]
- Choi Seung-hyun (VF : Mathias Timsit) : Thanos (no 230) (saison 2, invité saison 3)
- Kang Ae-shim (VF : Blanche Ravalec) : Jang Geum-ja (no 149)
- Yang Dong-geun (VF : Philippe Bozo) : Park Yong-sik (no 007)
- Jo Yu-ri (VF : Alice Orsat) : Kim Jun-hee (no 222)[10]
- Park Gyu-young (VF : Audrey Sourdive) : Kang Doo-wei (Kang No-eul dans la version originale)

### Personnages secondaires

#### Introduits dans la première saison
- Gong Yoo (VF : Emmanuel Curtil) : le recruteur des participants au Jeu[11]
- Jo A-in (VF : Estelle Darazi) : Seong Ga-yeong, la fille de Gi-Hun
- Park Si-wan (VF : Cécile Gatto) : Kang Cheol, le frère de Sae-Byeok

- Yoo Sung-joo (VF : Maurice Decoster) : Byeong-gi (no 111) (épisodes 3 à 6)
- Lee Yoo-mi (VF : Léa Gabriele) : Ji-yeong (no 240) (épisodes 4 à 6)
- Lim Ki-hong (VF : Emmanuel Karsen) : Jung Min-tae (no 322) (épisodes 1 à 7)
- Kim Young-ok (VF : Cathy Cerda) : Oh Mal-soon (la mère de Gi-Hun)
- John David Michaels : VIP no 1
- Daniel C Kennedy : VIP no 2
- David Lee : VIP no 3
- Geoffrey Giuliano (en) : VIP no 4
- Stephane Mot : VIP no 5
- Michael Davis : VIP no 6

#### Introduits dans la deuxième saison et la troisième
- Jeon Seok-ho (VF : Stéphane Roux (en)) : Choi Woo-seok
- Park Hee-soon (en) (VF : Gilduin Tissier (saison 2) puis Jérôme Keen (saison 3) : l'officier masqué (saison 2, invité saison 3)
- Chae Kook-hee (ko) (VF : Magali Barney) : Seon-nyeo (no 044)
- Baek Seung-chul (en) (VF : Daniel Lafourcade) : Kwon Byeong-su (no 047)
- Kim Si-eun (en) (VF : Coralie Thuillier) : Kim Young-mi (no 095)
- Song Young-chang (ko) (VF : Thierry Kazazian) : Im Jeong-dae  (no 100)
- Song Ji-woo (VF : Julie Mouchel) : Kang Mi-na (no 196)
- Roh Jae-won (en) (VF : Sébastien Baulain) : Nam-gyu (no 124)
- Lee David (en) (VF : Marc Maurille) : Park Min-su (no 125)
- Ha Soo-ho (VF : Antoine David-Calvet) :  (no 145)
- Lee Sung-woo (VF : Arnaud Arbessier) : Kim Yeong-sam (no 226)
- Lee Jin-wook (VF : Thierry Wermuth) : Park Gyeong-seok (no 246)
- Park Jin-woo (en) (VF : Bruno Magne) : Lee Seung-won (no 336)
- Won Ji-an (en) (VF : Marie Bouvet) : Se-mi (no 380) (saison 2, invitée saison 3)
- Choi Jae-hwan (VF : Cyrille Artaux) : Kim Mu-dong
- David Sayers (VF : François Dunoyer) : VIP Richard
- Jane Wong (VF : Patricia Spehar) : VIP Jennifer
- Bryan Bucco (VF : Damien Ferrette) : VIP John
- Jordan Lambertoni (VF : lui-même) : VIP Jack
- Kevin Yorn (VF : Marc Bretonnière) : VIP Kevin
- Cate Blanchett (VF : Juliette Degenne) : la recruteuse américaine

De plus, le créateur Hwang Dong-hyuk fait une petite apparition.

### Voix-off
- Jeon Young-soo (VF : Sybille Tureau) : le haut-parleur du jeu
- Reagan To (VF : Estelle Darazi) : Young-hee (la poupée)
- Zander Chin (VF : Cécile Gatto) : Cheol-su (la poupée garçon)

 Source et légende : version française (VF) sur RS Doublage et DSD-Doublage.

## Production

### Développement
Le 2 septembre 2019, Netflix annonce dans un communiqué de presse qu'il distribuera une nouvelle série originale sud-coréenne, initialement intitulée Round Six, écrite et produite par Hwang Dong-hyeok. L'histoire est centrée autour d'un jeu populaire sud-coréen pour les enfants dans les années 1970 et 1980, connu sous le nom du jeu du calmar (squid game en anglais),.
Le réalisateur s'est inspiré de la réalité sociale de la Corée du Sud, en particulier des très forts taux d’endettements des habitants (les plus élevés en Asie) qui conduisent nombre d'entre eux au désespoir et au suicide.

### Attribution des rôles
La distribution de la série est confirmée le 17 juin 2020.

### Tournage
Le tournage commence en juin 2020 — avec une interruption d'un mois en raison de la pandémie de Covid-19 — à Daejeon, ainsi que sur l'île de Seungbongdo située dans le district d'Ongjin de la ville portuaire Incheon et à Séoul. Les prises de vues s'achèvent en octobre 2020.

### Musique
La musique est composée par Jung Jae-il, sauf certaines pistes qui sont signées par 23 et Park Min-ju. La bande originale Squid Game (오징어게임 OST) est sortie le 17 septembre 2021.
1. Way Back Then (2:31)
2. Round I (1:19)
3. The Rope Is Tied (3:18)
4. Pink Soldiers, de 23 (0:38)
5. Hostage Crisis, de 23 (2:22)
6. I Remember My Name (3:13)
7. Unfolded… (2:38)
8. Needles and Dalgona, de Park Min-ju (3:44)
9. The Fat and the Rats, de Park Min-ju (1:52)
10. It Hurts So Bad (1:13)
11. Delivery, de 23 (4:55)
12. Dead End, de 23 (5:25)
13. Round VI (5:54)
14. Wife, Husband and 4.56 Billion (4:26)
15. Murder Without Violence, de Park Min-ju (1:53)
16. Slaughterhouse III (8:16)
17. Owe (2:26)
18. Uh… (3:38)
19. Dawn (6:41)
20. Let's Go Out Tonight (3:27)

Le troisième mouvement du concerto pour trompette en mi bémol majeur de Joseph Haydn est également entendu à plusieurs reprises dans la série, utilisé de manière intradiégétique pour le réveil des participants, ainsi que Le Beau Danube bleu de Johann Strauss II pour annoncer le début d'un nouveau jeu. Une reprise de Fly Me to the Moon par Joo won est passée par l'Agent pendant qu'il regarde l'épreuve du Un, deux, trois, soleil, et l'on peut entendre un remix rap de la chanson dans la deuxième saison, qui vient se substituer de manière extradiégétique à la reprise originale.

### Fiche technique
Sauf indication contraire, les informations mentionnées dans cette section peuvent être confirmées par la base de données cinématographiques IMDb,  présente dans la section « Liens externes ».
- Titre original : 오징어게임

Logotype original de la série.

- Titre international et français : Squid Game
- Titre québécois : Le Jeu du calmar
- Création, scénario et réalisation : Hwang Dong-hyeok
- Directrice artistique : Chae Kyung-sun
- Musique : Jung Jae-il
- Production : Hwang Dong-hyeok
- Société de production : Siren Pictures
- Société de distribution : Netflix
- Pays de production :  Corée du Sud
- Langue originale : coréen, anglais
- Format : couleur
- Genre : thriller ; action, aventure, drame
- Budget : 90 millions $[26]
- Nombre de saisons : 3
- Nombre d'épisodes : 22
- Durée : 33-73 minutes
- Date de première diffusion :
  - Monde : 17 septembre 2021 sur Netflix
- Classification :
  - France : déconseillé aux moins de 18 ans / 16 ans
  - Corée du Sud : déconseillé aux moins de 18 ans
  - Canada : déconseillé aux moins de 18 ans / 14 ans

## Épisodes

### Première saison (2021)
Le première saison est sortie le 17 septembre 2021
1. Un, deux, trois, soleil (무궁화 꽃이 피던 날)
2. Enfer (지옥)
3. L'Homme au parapluie (우산을 쓴 남자)
4. L'Équipe avant tout (쫄려도 편먹기)
5. Un monde juste (평등한 세상)
6. Gganbu (깐부)
7. V.I.P. (VIPs)
8. Leader (프론트맨)
9. Jour de chance (운수 좋은 날)

#### Épisode 1:Un, deux, trois, soleil
Seong Gi-hun est un homme malchanceux. Il a accumulé d'énormes dettes auprès d'usuriers tout en s'éloignant de sa fille et de son ex-épouse. Dans le métro, un homme lui propose de jouer au ddakji pour de l'argent, et lui offre l'occasion de jouer à d'autres jeux avec des gains beaucoup plus élevés. Gi-hun accepte, est endormi, et se réveille dans un dortoir avec 455 autres personnes identifiées seulement par un numéro sur leurs survêtements verts. Des gardes masqués habillés en rose arrivent et expliquent que les joueurs sont tous dans une situation financière difficile, mais recevront un prix de plusieurs milliards de wons s'ils peuvent remporter six jeux. Les jeux sont supervisés par « l'Organisateur » (Front Man en anglais), un homme masqué habillé en noir. Gi-Hun se lie d'amitié avec le joueur 001, un vieil homme souffrant d'une tumeur au cerveau. Il reconnaît deux autres joueurs : Cho Sang-woo, ami d'enfance devenu courtier en investissements, et la joueuse 067, pickpocket qui a volé de l'argent à Gi-hun après qu'il a remporté un pari sur une course de chevaux qu'il avait gagnée. Le premier jeu est « Un, deux, trois, soleil », dont les perdants sont abattus sur place, ce qui révèle la nature sadique de toute l'opération : la moitié des participants paniquent alors et tentent de fuir, provoquant leur massacre. Avec l'aide de Sang-woo et du joueur 199, Gi-hun parvient à finir le premier jeu en vie.

#### Épisode 2:Enfer
Avec plus de la moitié des joueurs tués dans le premier jeu, de nombreux survivants demandent à être libérés. Utilisant la troisième clause du règlement, ils votent de justesse pour annuler le Jeu et renvoyer tout le monde chez soi, mais sans prix. De retour à Séoul, Gi-hun se rend au commissariat de police, mais personne ne croit à son histoire, excepté l'inspecteur Hwang Jun-ho, dont le frère a reçu la même carte d'invitation et a disparu. Les joueurs sont invités à entrer à nouveau dans le Jeu, et beaucoup se décident à y retourner par désespoir. Cela inclut Gi-hun, dont la mère nécessite une opération chirurgicale ; Sang-woo sur le point d'être arrêté pour fraude financière ; le joueur 001 qui ne souhaite pas mourir dans le monde extérieur ; la joueuse 067 qui désire secourir ses parents de Corée du Nord et sortir son petit frère d'un orphelinat ; le joueur 199, migrant pakistanais nommé Ali qui a attaqué et blessé gravement son patron sans le vouloir pour avoir retenu son salaire ; et le joueur 101, Jang Deok-su, gangster devant beaucoup d'argent à d'autres gangsters à sa poursuite. L'inspecteur Hwang Jun-ho suit secrètement Gi-hun lorsqu'il est repris par les gardes.

#### Épisode 3:L'Homme au parapluie
Jun-ho infiltre avec succès le Jeu en prenant la place d'un garde masqué, révélant que le Jeu est localisé sur une île déserte éloignée de tout. Les joueurs sont maintenant mieux préparés et forment des alliances. Gi-hun, Sang-woo et les joueurs 001 et 199 font équipe. La joueuse 067 explore une bouche d'aération et voit les ouvriers faire cuire du sucre. Le deuxième jeu se révèle être le ppopgi ou dalgona, où chaque joueur doit, à l'aide d'une aiguille, extraire intacte d'une galette de sucre craquante une forme estampée (triangle, cercle, carré ou parapluie)  en moins de dix minutes. Sang-woo apprend la découverte de la joueuse 067 et devine le jeu à l'avance, mais n'avertit pas ses équipiers et choisit la forme la plus simple. Gi-hun se retrouve avec la forme la plus difficile, un parapluie, mais réussit à finir le jeu en léchant le dos de la friandise pour la faire fondre. La joueuse 212 aide Deok-su à finir le jeu en lui prêtant son briquet. Un joueur sur le point d'être exécuté prend un garde en otage et le force à se démasquer. Choqué de voir que ce garde est un jeune homme, le joueur se suicide et le garde est tué par l'Organisateur pour avoir révélé son identité.

#### Épisode 4:L'Équipe avant tout
Le joueur 111, chirurgien en disgrâce, travaille secrètement avec un petit groupe de gardes pour extraire des organes de joueurs décédés et les vendre sur le marché noir, en échange d'informations sur les prochains jeux. Dans le dortoir, lorsque Deok-Su tue un joueur qui l'accusait à juste titre d'avoir volé sa nourriture, les gardes ne font rien pour le stopper et la prime de victoire augmente. Comprenant qu'ils peuvent librement tuer d'autres joueurs pour augmenter la prime, Deok-su et son gang déclenchent une émeute massive après que les lumières s'éteignent, ce qui pousse les joueurs à s'entr'attaquer. Les membres du groupe de Gi-hun survivent et s'échangent leurs noms pour instaurer la confiance. Le joueur 199 est Ali Abdul et la joueuse 067 est Kang Sae-byeok. Le joueur 001, à cause de sa tumeur au cerveau, ne se souvient pas de son nom. La joueuse 212, Han Mi-nyeo, rejoint l'équipe de Deok-su. Pour le troisième jeu, les joueurs doivent former des groupes de 10. Dans l'équipe de Gi-hun, Sae-byeok recrute la joueuse 240, jeune fille de son âge. Le jeu se révèle être le tir à la corde, sur deux plateformes surélevées, qu'une équipe gagne en entraînant l'équipe adverse hors de la plateforme, provoquant sa chute mortelle. Deok-su, ayant appris la nature du jeu par le joueur 111, ne choisit que des hommes forts et rejette Mi-nyeo, qui rejoint l'équipe de Gi-hun. Après que l'équipe de Deok-su a remporté son match facilement, l'équipe de Gi-hun doit affronter une équipe entièrement masculine.

#### Épisode 5:Un monde juste
L'équipe de Gi-hun parvient à remporter le match de tir à la corde grâce à la stratégie du joueur 001 et la réflexion rapide de Sang-woo. Anticipant une autre émeute, ils construisent une barricade et passent la nuit en tours de garde. Mais l'équipe de Deok-su n'attaque finalement pas. Gi-hun se rappelle d'une situation similaire autrefois : lui et d'autres travailleurs d'une usine automobile ont protesté contre un licenciement massif, ce qui a causé la déchéance de sa vie. La joueuse 240 tente de se lier d'amitié avec Sae-byeok, en vain. Jun-ho est témoin du prélèvement d'organes parce que le garde dont il a volé l'identité  faisait partie des trafiquants. Le trafic est révélé après que l'identité de Jun-ho est découverte et à la suite d'une altercation entre le joueur 111 et les gardes renégats. Sauf Jun-ho, toutes les personnes impliquées dans ce trafic sont finalement abattues, y compris le joueur 111. L'Organisateur lance alors une chasse à l'homme pour retrouver Jun-ho, qui s'infiltre dans son bureau et découvre que le Jeu existe depuis 30 ans, et que son frère disparu l'a remporté en 2015.

#### Épisode 6:Gganbu
Les joueurs découvrent les corps pendus du joueur 111 et des conspirateurs du trafic d'organes, tués pour tricherie, et sont assurés que les jeux sont conçus pour donner à chacun une chance équitable de gagner. Pour le quatrième jeu, ils doivent former des paires, mais découvrent qu'au lieu de jouer en équipe, ils doivent s'affronter dans un jeu de billes de leur choix. Celui qui récupère toutes les billes de son partenaire en 30 minutes gagne et survit. Sae-byeok et la joueuse 240, Ji-yeong, échangent l'histoire de leur vie. Ji-yeong constate que Sae-byeok a plus à vivre et se sacrifie en perdant volontairement la partie. Sang-woo trompe Ali en profitant de sa gentillesse et confiance pour qu'il lui laisse ses billes. Deok-su gagne contre son partenaire et homme de main, le joueur 278. Gi-hun croit exploiter la démence du joueur 001 pour le battre, mais découvre que le vieil homme est conscient de la tromperie : se souvenant s'appeller Oh Il-nam, il lui donne sa dernière bille pour le faire gagner, car il est son gganbu (ami fidèle). Gi-hun et Sae-byeok sont traumatisés par la mort de leurs amis.

#### Épisode 7:V.I.P.
Les joueurs rentrent au dortoir et retrouvent Mi-nyeo, toujours en vie : elle n'avait pas de partenaire pour le jeu de billes et a été exemptée alors que tout le monde la croyait exécutée. Des V.I.P. étrangers ayant parié sur les jeux à distance arrivent pour assister aux prochaines épreuves. Jun-ho, se faisant passer pour un serviteur, est proposé comme proie sexuelle à l'un d'eux, mais dans la chambre, il attaque le V.I.P., enregistre ses aveux et s'échappe. Dans le cinquième jeu, les joueurs doivent traverser un long pont composé de paires de panneaux en verre. L'un des panneaux est en verre trempé et l'autre en verre ordinaire, ne pouvant supporter le poids humain et entraînant une chute mortelle quand il se brise. Les joueurs du début de la file tombent au fur et à mesure qu'ils testent les panneaux. Deok-su arrive en tête, mais refuse de bouger malgré le temps limité de l'épreuve, défiant les autres de le dépasser. Mi-nyeo fait semblant de passer, mais l'attrape et l'entraîne avec elle dans le vide pour se venger de sa trahison. Le joueur 017, ancien verrier, passe en tête et révèle qu'il peut différencier les verres, permettant aux derniers joueurs d'avancer, jusqu'à ce que l'Organisateur éteigne les lumières, annihilant cet avantage. La fin du temps imparti approchant, Sang-woo pousse le joueur pour révéler le dernier panneau en verre ordinaire. Seuls Gi-hun, Sang-woo et Sae-byeok survivent à l'épreuve, qui se termine par l'explosion des panneaux restants dont les éclats de verre blessent les trois survivants.

#### Épisode 8:Leader
Finalistes, Gi-hun, Sang-woo et Sae-byeok bénéficient de vêtements élégants et d'un dîner. Sae-byeok cache une blessure grave reçue lors de l'explosion du pont de verre. Après le repas, chaque joueur conserve un couteau à viande. Gi-hun suggère à Sae-byeok de s'allier avec lui contre Sang-woo, qui est capable de tout pour gagner. Sae-byeok supplie Gi-hun de promettre que le gagnant final du Jeu aidera les êtres chers de l'autre. Gi-hun s'apprête à tuer Sang-woo pendant son sommeil ; Sae-byeok l'arrête, lui disant qu'il n'est pas un meurtrier. La blessure de Sae-byeok s'aggrave, incitant Gi-hun à appeler à l'aide. Les gardes arrivent cependant pour récupérer son cadavre car Sang-woo a profité de l'absence de Gi-hun pour l'assassiner. Le cœur brisé, Gi-hun attaque Sang-woo, mais est maîtrisé par les gardes. Pendant ce temps, Jun-ho, arrivé sur une autre île, est rattrapé par l'Organisateur, qui se révèle être In-ho, son frère disparu. In-ho tente de recruter Jun-ho, qui refuse et reçoit une balle dans l'épaule, qui le fait tomber d'une falaise dans la mer.

#### Épisode 9:Jour de chance
Dans le jeu final qui est le squid game, jeu du calamar donnant son titre à la série, où l'attaquant doit atteindre un cercle en évitant le défenseur, Gi-hun parvient à battre Sang-woo, mais refuse de le tuer. Il supplie Sang-woo de tout arrêter en utilisant à nouveau la troisième clause. Mais Sang-woo se poignarde en demandant à Gi-hun de s'occuper de sa mère. Gi-hun est ramené à Séoul avec une carte bancaire créditée du montant du prix. Il retrouve sa mère morte chez elle. Un an plus tard, traumatisé par un sentiment de culpabilité, il n'a toujours pas touché à son prix. Il reçoit alors une carte d'invitation de son gganbu, et trouve Oh Il-nam, toujours en vie, mais sur son lit de mort à cause de sa tumeur. Il-nam révèle qu'il est en réalité le créateur du Jeu, et qu'il l'a créé pour divertir les riches qui s'ennuyaient comme lui. Il a choisi des jeux auxquels il jouait enfant et se sachant mourant, a voulu participer. Oh Il-nam veut prouver à Gi-hun que les humains manquent d'empathie en pariant qu'un homme inconscient allongé dans un coin de rue ne sera pas aidé avant minuit. L'homme est cependant secouru dans les dernières secondes et Oh Il-nam meurt juste après. Gi-hun parvient à retrouver le petit frère de Sae-byeok et le confie à la mère de Sang-woo, à qui il donne une partie du prix gagné. Alors qu'il se rend à l'aéroport pour rejoindre sa fille partie à Los Angeles avec sa mère et son beau-père, il reconnaît le Recruteur jouant au ddakji avec un autre homme désespéré. Il récupère la carte d'invitation de ce dernier et appelle le numéro pour demander qui dirige désormais le Jeu. Son interlocuteur lui conseille de prendre l'avion, mais Gi-hun reste, décidé à arrêter le Jeu et ses dirigeants.

### Deuxième saison (2024)
La deuxième saison est mise en ligne le 26 décembre 2024[réf. nécessaire].
1. Du pain et des jeux de hasard (빵과 복권)
2. La Fête d'Halloween (할로윈 파티)
3. 001 (001)
4. Six Jambes (여섯 개의 다리)
5. Un jeu de plus (한 판 더)
6. O X (O X)
7. Amis ou ennemis (친구인가 적인가)

#### Épisode 1:Du pain et des jeux de hasard
Seong Gi-hun reste en Corée, déterminé à affronter l'Organisateur derrière le Jeu. Réalisant qu'il est surveillé, il retire un dispositif de traçage implanté derrière son oreille. 
Hwang Jun-ho a survécu à sa chute de la falaise. 
Deux ans plus tard, Gi-hun travaille avec Kim, son ancien prêteur sur gages, et ses sbires pour retrouver le Recruteur du jeu à Séoul. Kim et son associé, Choi Woo-seok, localisent le Recruteur et l'observent proposer à des sans-abris de choisir entre un morceau de pain et un jeu à gratter ; la plupart choisissent le jeu et perdent, et le Recruteur détruit le pain rejeté devant eux. Le Recruteur enlève Kim et Woo-seok et les force à jouer à un jeu mortel de pierre-feuille-ciseaux combiné à une roulette russe, entraînant la mort de Kim. 
Jun-ho enquête sur Gi-hun et localise sa base opérationnelle, alors que le Recruteur confronte Gi-hun sur place, révélant qu'il était autrefois un soldat du Jeu qui a tué son propre père, un joueur, et comparant les participants à des "rebuts". Il défie Gi-hun dans une manche de roulette russe, conduisant à sa propre mort.

#### Épisode 2:La Fête d'Halloween
Gi-hun, Jun-ho et Woo-seok découvrent dans la veste du Recruteur une carte qui les conduit à une fête d'Halloween. Woo-seok recrute une équipe de mercenaires, Gi-hun s'implante un traceur, et les trois hommes élaborent un plan pour localiser l'Organisateur. 
Gi-hun continue de s'occuper de Cheol et de la mère de Sang-woo : il travaille à réunir l'enfant avec sa mère nord-coréenne, et appelle sa fille qui vit à Los Angeles avec sa mère et son beau-père, mais il reste silencieux au téléphone. 
L'équipe infiltre la fête d'Halloween, où Gi-hun est escorté par un des soldats en rose du Jeu dans une limousine. Il y confronte l'Organisateur par haut-parleur, exigeant la fin du Jeu. Lorsque les véhicules de son équipe qui le suit sont attaqués, Gi-hun demande à être ramené dans le Jeu en tant que joueur. 
Kang No-eul, une transfuge de la Corée du Nord qui cherche à faire venir sa fille, entre dans le Jeu en tant que soldat.

#### Épisode 3:001
Gi-hun se réveille dans le dortoir du Jeu avec 455 autres joueurs. Comme trois ans auparavant, il porte le numéro 456. Un responsable annonce une nouvelle clause : après chaque jeu, les joueurs devront voter, et si la majorité accepte de quitter le Jeu, l'argent accumulé sera divisé en parts égales entre eux. 
Jun-ho et son équipe perdent la trace de l'île car le traceur de Gi-hun a été retiré. 
Gi-hun reconnaît le joueur 390 comme son ami Jung-bae et lui conseille de rester près de lui. Le premier jeu est « Un, deux, trois, soleil », comme lors de la première participation de Gi-hun ; il avertit les joueurs que leur élimination entraînera leur mort, mais beaucoup ne le croient pas. Malgré le chaos, les avertissements de Gi-hun aident à réduire les pertes humaines. Le joueur 230, le rappeur Thanos, sous l'influence de drogues, pousse les autres pour les éliminer. Gi-hun et le numéro 120, Hyun-ju, tentent de sauver un joueur blessé non mortellement, mais No-eul, devenue le soldat Numéro 11, l'abat. Gi-hun exhorte les joueurs à voter pour la fin des jeux et révèle qu'il est le seul vainqueur de l'édition précédente. Les joueurs votant pour continuer sont marqués d'un « O », tandis que ceux votant pour partir le sont d'un « X ». Le joueur 001, le grand Organisateur infiltré, donne le vote décisif en faveur de la poursuite du jeu.

#### Épisode 4:Six jambes
Le joueur 001 simule une alliance avec Gi-hun et invente une histoire expliquant sa présence dans le jeu, basée en partie sur son vrai passé, pour le convaincre de sa bonne foi. Le joueur 333, Myung-gi, est attaqué par Thanos et le joueur 124, Nam-gyu ; le joueur 001 met un terme à cette altercation. Le joueur 222, Kim Jun-hee, qui est l'ex-petite amie enceinte de Myung-gi, lui révèle sa présence.
Un groupe de soldats dirigé par l'Officier, remplaçant l'Organisateur, récolte des organes sur les blessés pour les vendre au marché noir. L'Officier ordonne au soldat No-eul de les laisser faire, mais elle refuse et continue à achever les blessés. 
Jun-ho tente en vain de solliciter l'aide de la police. À la surprise de Gi-hun, le deuxième jeu demande que les joueurs forment des équipes de cinq pour un pentathlon à six jambes composé de cinq jeux d'enfants : ddakji, biseokchigi (en) (pierre volante), gonggi (osselets), toupie, et jegichagi (en) (jongle au pied avec un volant), à gagner dans un délai de cinq minutes. 
No-eul poursuit son sabotage du trafic d'organes des soldats en achevant les joueurs éliminés encore vivants.

#### Épisode 5:Un jeu de plus
L'équipe de Hyun-ju est la première à réussir le jeu. Gi-hun s'allie avec Jung-bae, Jun-hee, et les joueurs 001 et 388 (Kang Dae-ho) ; ils gagnent et échangent leurs noms. Le joueur 001 se présente faussement comme Oh Young-il. 
No-eul est attaquée par deux soldats impliqués dans le trafic d'organes, qui lui intiment de cesser d'interférer. 
Lors du vote suivant, le joueur 001 encourage les autres à voter contre la poursuite du Jeu, mais la majorité choisit de continuer, estimant que le montant du prix reste trop faible. Gi-hun confie à Jung-bae ses doutes croissants sur sa capacité à sauver tous les joueurs. 
Pendant ce temps, Jun-ho et Woo-seok, en compagnie d'une équipe de mercenaires élargie, poursuivent leur recherche de l'île. Le troisième jeu, le carrousel, exige que les joueurs entrent dans des petites salles après avoir formé des groupes en fonction d'un nombre annoncé.

#### Épisode 6:⭘ ✕
Pendant le jeu du carrousel, les joueurs peinent à former les groupes pour les salles, provoquant des tensions, des trahisons et la mort d'alliés. Lors de la dernière manche, Jung-bae est témoin d'un meurtre commis par le joueur 001 pour éliminer un joueur en trop dans la salle. 
Après le jeu, Gi-hun et Young-il se disputent pour savoir s’ils doivent convaincre les autres de voter la fin du Jeu, mais décident de ne pas le faire pour éviter une confrontation physique. Jung-bae tente en vain de convaincre Gi-hun de ses doutes sur Young-il après l'homicide dont il a éte témoin. Lors du vote, plusieurs joueurs, dont le numéro 125, qui était soumis à Thanos, et Nam-gyu, changent leur vote pour « X ». La voix décisive est de nouveau celle du joueur 001, qui en votant « X » entraîne l'égalité ; les joueurs doivent patienter un jour avant de voter de nouveau.
Dans les toilettes, Thanos et Nam-gyu forcent le joueur 125, Min-su, à changer son vote pour « O », mais Myung-gi et d'autres joueurs ayant voté « X » viennent à son secours. Dans la bagarre qui éclate, Thanos étrangle Myung-gi, qui le poignarde mortellement avec la fourchette distribuée avec une ration alimentaire. 
Pendant ce temps, l'équipe de Jun-ho localise une entrée possible sur une île, pour découvrir qu'il s'agit d’un leurre piégé avec des explosifs, tuant l’un de ses membres.

#### Épisode 7:Amis ou ennemis
Le capitaine Park se révèle être un agent double, sabotant un drone et tuant un des hommes de Jun-ho sur le bateau. 
À la suite de la bagarre dans les toilettes, les joueurs réalisent qu'ils peuvent tuer d'autres participants pour augmenter le montant du prix et diminuer le nombre des votants opposés. Le joueur 001 propose d'attaquer l'équipe « O » en premier, sachant que la première équipe qui attaque aura un avantage. De plus, cela leur permettrait de réduire les rangs adverses et gagner le vote du lendemain. Gi-hun s'y oppose. Il propose plutôt de profiter du chaos pour se rebeller contre les organisateurs du jeu, quitte à sacrifier des joueurs. Lors du massacre violent dans le dortoir qui s'ensuit, le groupe de Gi-hun reste caché tandis que le reste des joueurs « X » subit de lourdes pertes. Quand les soldats arrivent, les hommes de Gi-hun leur tendent un piège et, s'emparant de leurs armes, les tuent tous sauf leur superviseur, qu'ils forcent à les conduire vers la salle de contrôle. 
Mais le groupe de Gi-hun doit se frayer un chemin face à d'autres soldats venus en renfort qui ouvrent le feu sur eux, alors que leurs munitions s'épuisent. Dae-ho, chargé de récupérer davantage de munitions, panique et ne remplit pas sa mission. Le joueur 001, l'Organisateur infiltré, tue deux joueurs de son groupe et simule sa propre mort, tandis que d'autres joueurs qui se rendent sont exécutés. Gi-hun et Jung-bae sont faits prisonniers ; In-ho, ayant retrouvé son masque et son rôle d'Organisateur, exécute le second sous les yeux horrifiés du premier.

### Troisième saison (2025)
La troisième saison est mise en ligne le 27 juin 2025. Une première bande annonce sort le  6 mai 2025.
1. Clés et poignards (열쇠와 칼)
2. Nuit étoilée (별이 빛나는 별이)
3. Ce n'est pas ta faute (당신의 탓이 아니다)
4. 222 (222)
5. Les êtres humains sont… (인간은...)

#### Épisode 1:Clés et poignards
Lors de l’échec de la rébellion, le joueur 246, Gyeong-seok, père de la petite fille malade du début de la saison 2, est blessé par balle — sans être tué — par Kang No-eul. Elle feint alors de coopérer avec les trafiquants d’organes dans le but de les piéger et de le sauver. Pendant ce temps, Seong Gi-hun est reconduit dans la salle de repos. Hwang Jun-ho et son équipe décident de retourner au port pour chercher un autre drone, tandis que Woo-seok, de plus en plus hésitant, commence à enquêter sur le capitaine Park. Hwang In-ho ordonne alors à Park de les éliminer si nécessaire.
Gi-hun se réveille et découvre avec horreur que quasiment tous les joueurs rebelles ont été exécutés. Lorsque les gardes entrent, il s'effondre, accablé par le chagrin d’avoir survécu, et supplie qu’on le tue. Le vote tourne en faveur des O, et Gi-hun rejette la faute de l’échec sur Kang Dae-ho.
En route vers le prochain jeu, les joueurs croisent les cadavres des rebelles pendus, exposés en guise d’avertissement. Le jeu suivant est une version meurtrière du cache-cache : l’équipe bleue, qui possède des clés, doit s’échapper, tandis que l’équipe rouge, qui possède des poignards, est chargée de les traquer et les éliminer, sous peine d’être éliminée elle-même. Juste avant le début du jeu, une brève fenêtre permet aux joueurs de changer d’équipe. Enragé, Dae-ho accuse Gi-hun d’être responsable de la débâcle et des morts. Deux duos — Yong-sik et Geum-ja, puis Myung-gi et Jun-hee — décident alors d’échanger leurs rôles.
Dans la salle d’opération, No-eul assassine tout le personnel et contraint le médecin à stabiliser Gyeong-seok.

#### Épisode 2:Nuit étoilée
No-eul tue le chirurgien peu après le rétablissement de Gyeong-seok. Dans le labyrinthe du jeu, Hyun-ju, Geum-ja et Jun-hee forment une alliance. De son côté, Myung-gi s’associe à contrecœur avec Nam-gyu et élimine plusieurs joueurs, comprenant que réduire le nombre de cibles à tuer pour les autres attaquants éliminera aussi ceux qui ne parviennent pas à en tuer, augmentant la cagnotte finale.
Pendant ce temps, la « chamane » Seon-nyeo découvre une sortie, mais elle est trahie par le Joueur 100, Jeong-dae, qui la verrouille à l’intérieur. Elle est ensuite tuée par Min-su, sous l’influence de drogues hallucinogènes laissées par Nam-gyu, qui croit voir Nam-gyu puis Se-mi.
En fuyant, Jun-hee se blesse gravement à la cheville. Cachée dans une pièce avec Hyun-ju et Geum-ja, elle commence à perdre les eaux. Hyun-ju, en situation de légitime défense, tue plusieurs poursuivants. Geum-ja aide Jun-hee à accoucher, mais Hyun-ju est tuée par Myung-gi juste après avoir trouvé une sortie. Bouleversé en découvrant le bébé et Jun-hee, Myung-gi s’éloigne, rongé par la culpabilité.
De son côté, Gi-hun, devenu poursuivant, part à la recherche de Dae-ho, animé par un désir de vengeance. Dae-ho avoue avoir menti sur son passé militaire et trahi la rébellion par peur. Il attaque Gi-hun, l’accusant de l’échec du soulèvement. Fou de rage, Gi-hun finit par l’étrangler à mort.
Geum-ja, Jun-hee et son bébé finissent par trouver une sortie, mais sont rattrapés par Yong-sik. Désespéré à l’approche de la fin du jeu et n’ayant éliminé personne, Yong-sik tente de s’en prendre à Jun-hee. Geum-ja intervient alors et le poignarde, ce qui la bouleverse profondément.
Accablé par la culpabilité liée aux morts causées par la rébellion, Gi-hun tente de se suicider, mais les gardes l’en empêchent.

#### Épisode 3:Ce n'est pas ta faute
Alors que les VIP arrivent, lors du vote, la vieille Geum-ja supplie les joueurs marqués O de voter X, mais elle est ignorée. Désespérée, elle implore Gi-hun de protéger Jun-hee et son nouveau-né. Elle finit par se suicider pendant la nuit en se pendant.
Pendant ce temps, Jun-ho retrouve la falaise où In-ho lui a tiré dessus et lance une recherche intensive autour de l’île. De son côté, Woo-seok découvre chez le capitaine Park une photo de celui-ci en compagnie du Recruteur, comprenant alors que Park est impliqué dans le Jeu. Il tente de s’échapper mais est arrêté par la police avant d’y parvenir.
Touché par le sacrifice de Geum-ja, Gi-hun accepte finalement d’aider Jun-hee et son bébé dans l’épreuve suivante : le saut à la corde, où les joueurs doivent traverser un pont sans se faire pousser dans le vide par la corde qui tourne. Au début, personne n’ose bouger, jusqu’à ce que Min-su lance le pendentif de Thanos, qui contient de la drogue, sur le pont. Nam-gyu, en plein sevrage, se précipite pour l’attraper, et tombe dans le vide.
Les VIP décident de considérer le bébé de Jun-hee comme un joueur. Gi-hun, jurant de revenir pour Jun-hee, parvient à franchir le pont avec le nouveau-né dans les bras.
Pendant ce temps, l'Officier, contraint par No-eul de l’aider à s’échapper, découvre que Gyeong-seok se fait passer pour un soldat.

#### Épisode 4:222
Le jeu continue. Jun-hee, blessée à la cheville, réalise qu'elle ne pourra pas traverser le pont et que Gi-hun n'aura pas le temps de venir l'aider. Elle supplie Gi-hun de protéger son bébé, avant de se suicider en sautant de la plate-forme. Alors que le jeu se termine, les VIP discutent de la question de savoir si le bébé doit être tué ou non. Après débat, l'Organisateur décide que le bébé remplacera sa mère, la joueuse 222, dans le jeu. Lorsque les gardes se rendent dans la zone d'attente des joueurs, ils révèlent que 9 joueurs ont survécu, dont le bébé, désormais considéré comme un joueur à part entière.

#### Épisode 5:○△□
Gi-hun refuse une offre de In-ho d'éliminer les autres joueurs pendant leur sommeil avant le dernier jeu. Un flashback révèle que c'est ce qu'avait fait In-ho lui-même en tant que joueur pour gagner le jeu plusieurs années auparavant, avant qu'il ne devienne l'Organisateur à la suite d'une proposition identique qui lui avait été faite par Oh Il-nam.
Le lendemain, les joueurs se préparent au jeu final : une partie de squid game aérien dans laquel au moins un joueur doit être poussé dans le vide à chacune des trois étapes. 
No-eul revient sur l'île, affronte l'Officier sous la menace d'une arme et le force à effacer toutes les traces numériques de la participation de Gyeong-seok. Un violent combat s'ensuit, qui se termine par le meurtre de l'Officier par No-eul et la destruction de toutes les traces physiques du joueur et d'elle-même en tant que garde. 
Dans le jeu, Min-su, pris d'hallucinations, est poussé au premier tour ; Myung-gi tue le joueur 336 au deuxième tour et révèle être le père du bébé. Gi-hun tue le joueur 203 en état de légitime défense, tandis que Myung-gi pousse le joueur 353. Myung-gi pousse Jeong-dae malgré ses supplication tandis que le joueur 39, tabassé par le reste de la bande, se suicide.
Hors de l'île, Jun-ho parvient à secourir Gyeong-seok et exécute les gardes envoyés pour le capturer.

#### Épisode 6:Les êtres humains sont…
No-eul met le feu aux archives puis met le canon de son arme sous sa mâchoire. Jun-ho sauve Gyeong-seok puis alerte les gardes-côtes avant de nager vers l'île.
Afin de remporter l'intégralité de la cagnotte, Myung-gi veut que Gi-hun lui donne le bébé pour pouvoir le jeter dans le vide tout en empêchant Gi-hun de passer sur la dernière plateforme, mais Gi-hun réussit à passer. Un combat entre Gi-hun et Myung-gi s'ensuit avant que la dernière manche ne commence officiellement, et Myung-gi tombe dans le vide.
Comme cette manche n'avait pas encore commencé, Gi-hun ou le bébé doivent mourir; Gi-hun décide donc de se sacrifier après avoir déclaré que les joueurs étaient des êtres humains et pas des chevaux.
Les invités VIP sont choqués, No-eul renonce à se suicider en entendant les pleurs du bébé et In-ho décide de sauver le bébé de l'autodestruction de l'île (décidée après que les gardes-côtes ont été aperçus).
Six mois plus tard, Gyeong-seok, dont la petite fille est guérie, rencontre No-eul, qui se prépare à aller en Chine car le passeur y a peut-être trouvé sa fille. Cheol, le frère de Sae-byeok, retrouve sa mère. Woo-seok, libéré de prison, prévoit de rénover l’hôtel de Gi-hun.
Pendant ce temps, In-ho laisse le bébé et l'argent du prix à son frère Jun-ho, puis va à Los Angeles pour voir la fille de Gi-hun afin de lui dire que son père est mort et lui laisser son uniforme ainsi que l'argent qu'il a gagné.
Dans les rues de Los Angeles, In-ho remarque une recruteuse (Cate Blanchett) jouant au ddakji avec un homme.

## Univers de la série

### Personnages

#### Introduits dans la saison 1
- Seong Gi-hun (no 456) : un chauffeur accro aux jeux d'argent, il vit avec sa mère et a du mal à subvenir à ses besoins financiers. Ami d’enfance de Cho Sang-woo.
- Cho Sang-woo (no 218) : diplômé de l'université nationale de Séoul et chef d'une équipe d'investissements, il est recherché pour avoir détourné l'argent de ses clients. Ami d’enfance de Seong Gi-hun.
- Oh Il-nam (no 001) : un vieil homme atteint d'une tumeur au cerveau.
- Kang Sae-byeok (no 067) : une transfuge nord-coréenne qui tente de payer un passeur pour trouver et récupérer les membres de sa famille dans son pays d'origine.
- Jang Deok-su (no 101) : un gangster qui entre dans le Jeu pour régler ses énormes dettes de jeu.
- Ali Abdul (no 199) : un travailleur immigré d'origine pakistanaise qui entre dans le Jeu pour subvenir aux besoins de sa jeune famille, après que son employeur a refusé de le payer.
- Han Mi-nyeo (no 212) : une femme mystérieuse et manipulatrice qui prétend être une pauvre mère célibataire.
- Byeong-gi (no 111) : un médecin qui aide secrètement un groupe de gardes corrompus à trafiquer les organes des participants morts, en échange d'informations sur les jeux à venir.
- Ji-Yeong (no 240): une jeune femme qui a passé plusieurs années en prison pour avoir tué son père violent.
- no 069 : un joueur qui a rejoint le Jeu avec son épouse, no 070.
- Hwang Jun-ho : un policier qui s'introduit dans le Jeu pour retrouver son frère disparu.
- Hwang In-ho : l'Agent masqué, qui supervise le Jeu pour le compte d'un inconnu. Il devient l'Organisateur dans la saison 2.
- Le Recruteur : il approche des personnes en difficulté financière pour leur proposer de rejoindre le Jeu, souvent en les faisant jouer au Ddakji.

#### Introduits dans la saison 2
- Jung-bae (no 390) : ancien Marine et ami de Gi-hun, il développe une camaraderie avec Kang Dae-ho en raison de leur passé militaire commun.
- Oh Young-il (no 001) : joueur pragmatique, il se lie rapidement d'amitié avec Gi-hun.
- Lee Myung-gi (no 333) : ancien YouTuber connu sous le nom de "MG Coin", il a perdu de l'argent dans un investissement en cryptomonnaie et est l'ex-petit ami de Kim Jun-hee.
- Kim Jun-hee (no 222) : ex-petite amie enceinte de Lee Myung-gi, elle cherche à subvenir aux besoins de son futur enfant après avoir perdu son argent en suivant les conseils financiers de Myung-gi.
- Kang Dae-ho (no 388) : ancien Marine, il rejoint le groupe de Gi-hun et développe une camaraderie avec Jung-bae en raison de leur passé militaire commun.
- Park Yong-sik (no 007) : ancien joueur compulsif et fils de Jang Geum-ja, il participe au Jeu pour rembourser ses dettes, malgré les avertissements de sa mère.
- Jang Geum-ja (no 149) : mère de Park Yong-sik, elle entre dans le Jeu pour éponger les dettes de son fils, ignorant que ce dernier est également participant.
- Cho Hyun-ju (no 120) : ancienne sergente des forces spéciales et femme transgenre, elle est entrée dans le Jeu pour financer sa chirurgie de réattribution sexuelle.
- Choi Su-bong "Thanos" (no 230) : rappeur ayant perdu son argent en suivant les conseils financiers de Myung-gi, il participe aux épreuves sous l'influence de drogues, qu'il cache dans sa croix en pendentif.
- Seon-nyeo (no 044) : chamane qui interprète le moindre évènement du Jeu comme découlant de la volonté des dieux.
- L'Officier : agent masqué chargé de remplacer l'Organisateur dans ses fonctions en son absence.
- Kang No-eul (Garde 011) : ancienne soldate et transfuge nord-coréenne, elle devient garde dans le Jeu.
- Capitaine Park : marin aidant Hwang Jun-Ho à retrouver l'île du Jeu.
- Mr Kim : ancien créancier de Gi-hun, il aide ce dernier avec ses hommes à retrouver le Recruteur du Jeu.

### Jeux et épreuves

#### Saison 1
- Ddakji, épisodes 1 et 9 : jeu du carton à retourner, qui sert de sélection pour rentrer dans la compétition.
- Jeu no 1 : Un, deux, trois, soleil, épisode 1 : franchir la limite du terrain en moins de 5 minutes en restant immobile lorsque la poupée géante se retourne.
- Jeu no 2 : Dalgona, épisode 3 : arriver à découper un dessin (triangle, cercle, étoile ou parapluie) au centre d'une fine confiserie en sucre sans la briser.
- Jeu no 3 : Tir à la corde, épisodes 4 et 5 : se joue en équipe de 10 ; le but est de tirer le plus fort possible pour faire tomber ses adversaires dans une chute mortelle.
- Jeu no 4 : Jeu de billes, épisode 6 : règles libres au choix des participants ; se joue à un contre un.
- Jeu no 5 : Pierres de gué, épisode 7 : les pierres prennent ici la forme de plaques de verre, certaines solides, d'autres fragiles se brisant sous le poids des participants.
- Jeu no 6 : Ojingeo, épisodes 1 (flashback) et 9 : le jeu du calamar.

#### Saison 2
- Ddakji, épisode 1 et 4.
- Pain ou Loterie, épisode 1 : des sans-abris choisissent entre recevoir de la nourriture ou tenter leur chance avec un jeu à gratter.
- Jokenpô, épisode 1 : version mortelle du pierre-feuille-ciseaux, où deux participants jouent simultanément avec leurs deux mains, tandis que le Recruteur joue à la roulette russe sur le perdant, avec rotation du barillet à chaque tour pour réinitialiser les probabilités, de 1 sur 6 (5 sur 6 au dernier tour).
- Roulette russe, épisode 1 : duel à mort, chaque joueur pressant la détente à tour de rôle sans rotation du barillet entre chaque tour.
- Jeu no 1 : Un, deux, trois, soleil, épisode 3.
- Jeu no 2 : Pentathlon à six jambes, épisodes 4 et 5 : des équipes de cinq joueurs attachés ensemble par les chevilles doivent faire le tour d'un cercle dans le temps imparti de cinq minutes en réussissant cinq mini-jeux traditionnels :
  - Ddakji
  - Biseokchigi (en) : lancer d'une pierre pour en renverser une autre
  - Gonggi : jeu de doigts consistant à lancer et attraper des  osselets
  - Toupie : faire tourner une toupie en la lançant avec une ficelle
  - Jegichagi (en) : jeu de volant où l'on doit effectuer cinq jongles d'affilée sans faire tomber le jegi (volant)
- Jeu no 3 : Carrousel, épisode 6 : les participants, sur un manège en rotation, doivent former des groupes correspondant à un nombre annoncé lorsque la musique s'arrête, avant de se cacher dans une salle à fermer[Note 2] avant la fin d'un décompte de 30 secondes. Les joueurs hors des salles ou dans une salle, mais en nombre non conforme, sont éliminés.

#### Saison 3
- Jeu no 4 : Cache-cache, épisode 1 : les participants bleus doivent rester cachés ou s’échapper grâce à des clés pour pouvoir gagner alors que les participants rouges doivent trouver et éliminer les bleus avec un poignard pour pouvoir se qualifier.
- Jeu no 5 : Corde à sauter, épisode 3 : les participants doivent traverser un pont au dessus du vide en sautant avec une corde en métal sans être déstabilisés par cette corde, auquel cas ils risquent de tomber dans le vide.
- Jeu n°6 : Squid Game aérien, épisode 6 : les participants sont présents sur une stèle carrée, ils doivent activer le décompte et éjecter au moins un adversaire pour passer à la stèle triangle. Même règle pour passer à la stèle ronde. Les participants restants se partageront la somme entre eux.

## Accueil

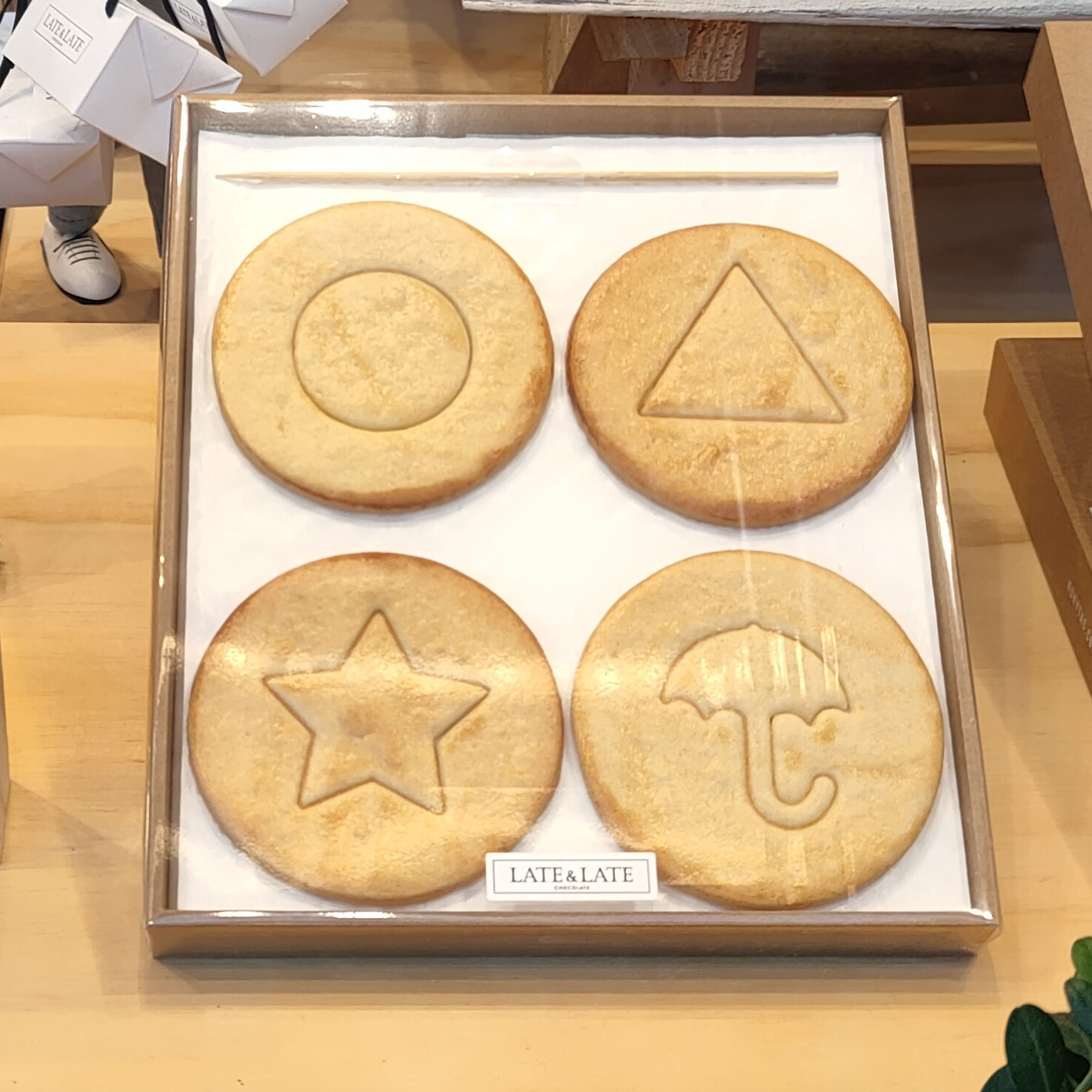
Formes poinçonnées dans la dalgona, une friandise coréenne au sucre, basée sur les formes utilisées dans le deuxième jeu de la série. Les joueurs devaient extraire les formes intérieures intactes.

### Succès
D'après le média Alt K-sélection, spécialisé dans le divertissement sud-coréen, Squid Game occupe la première place dans la catégorie mondiale des « meilleures émissions de télévision sur Netflix » au 26 septembre 2021. Il s'agit du classement le plus élevé enregistré par un drama coréen sur Netflix,.
Squid Game est donc devenue depuis 2021 au niveau international, la série télévisée la plus regardée de Netflix comptabilisant plus de 1,5 milliard d'heures de visionnages.
Le 12 octobre 2021, Netflix annonce par le biais de Twitter que Squid Game est devenu la série comptabilisant le meilleur démarrage, avec un total de 111 millions de vues en un mois,.

### Accueil critique
La série est notée 4 sur 5 par les téléspectateurs sur le site d'Allociné.
Sur l'agrégateur Rotten Tomatoes, la série est notée 95%.
Joel Keller de Decider estime que le concept est créatif, il dit de la série qu'elle offre « un récit dense et une histoire qui a le potentiel d'être intense et passionnante ». Jonathon Wilson examinant le spectacle pour Ready Steady Cut l'a noté avec 4 sur 5 et a écrit : « Bien qu'un peu alambiqué par endroits, je dirais que [Squid Game] mérite tous les éloges qu'il va recevoir ». Pierce Conran, dans sa critique pour le South China Morning Post, a noté la série avec 4,5 étoiles sur 5 et a écrit : « Dans l'ensemble, il s'agit d'un coup de maître de Netflix Korea sauvagement divertissant qui devrait être adopté dans le monde entier, comme ses prédécesseurs ».
Alors que la série s'appuie sur les inégalités et la violence de la société sud-coréenne, l’hebdomadaire coréen Chugan Kyunghyang écrit que, face à son succès international, « les spectateurs coréens sont perplexes, ne sachant s’il faut se réjouir du succès mondial d’une œuvre nationale ou déplorer que l’œuvre en question représente leur société comme un enfer ».

### Critiques concernant un possible plagiat
La série a suscité quelques critiques à sa sortie pour sa similitude avec le film japonais Kamisama no iu tōri, sorti en 2014. Cette adaptation du manga Jeux d'enfants est basée sur des versions dangereuses de jeux enfantins dont Un, deux, trois, soleil. Répondant aux allégations de plagiat, le réalisateur Hwang Dong-hyeok a déclaré qu'il avait commencé à travailler sur le scénario dès 2008 et que les similitudes entre les deux films, dont il avait été informé pendant le tournage, étaient une coïncidence,.

## Suite
En octobre 2021, le réalisateur, Hwang Dong-hyeok, affirme qu'il n'a pas de plans détaillés pour la deuxième saison de Squid Game, que ce projet est fatiguant et stressant, et qu'il compte avant tout revenir au cinéma, tout en affirmant que, si une suite était produite, il ne la ferait pas seul et serait entouré de plusieurs réalisateurs et scénaristes expérimentés.
En novembre 2021, il annonce qu’il y aura une deuxième saison,.
Une téléréalité inspirée des épreuves de la série sort sur Netflix le 22 novembre 2023 sous le nom de Squid Game : le défi.
Le 1er août 2024, Netflix annonce que la saison 2 sera mise en ligne le 26 décembre 2024. Une troisième et dernière saison sortira en 2025. Le 1er janvier 2025, Netflix Korea publie un teaser de la saison 3 sur YouTube. Une date de sortie, qui serait le 26 juin 2025, aurait été accidentellement divulguée dans la description de la vidéo. La publication a rapidement été supprimée. Finalement, fin janvier 2025, Netflix annonce que la mise en ligne de la saison 3 est prévue pour le 27 juin 2025.
La deuxième saison est la première partie d'une histoire qui doit se poursuivre durant la troisième saison. Le créateur de la série, Hwang Dong-hyuk, déclare : « Au départ, je prévoyais d’écrire cette histoire sur huit à neuf épisodes, mais une fois l’histoire terminée, elle s’est étendue sur plus de 10 épisodes, ce qui me semblait trop long pour une seule saison ».
À la fin de la troisième saison, un nouveau recruteur est présenté. Le réalisateur a confirmé qu'une suite nommé Squid Game USA ou Squid Game America va être réalisé. Le réalisateur et les acteurs vont changer. Cette nouvelle série commencera à être produite vers décembre 2025 à Los Angeles, elle devrait sortir sur Netflix vers 2027/2028.

## Répercussion de la série
Squid Game est une série mettant en avant des scènes très violentes (aux plans physique et psychologique). Ces dernières sont accessibles à de vastes publics et peuvent avoir un impact sur leur quotidien. Des écoles ont constaté dans leurs cours de récréation des jeux dangereux similaires à ceux de la série, bien qu'elle ne soit pas destinée aux très jeunes, les enfants imitant l’émission avec le risque d'un drame. De multiples cas ont été constatés au Québec, en France, en Belgique, en Australie, aux États-Unis. Les écoles de plusieurs pays ont alors mis en garde les parents contre la série. Des mesures de prévention ont été instaurées, notamment par la classification cinématographique. La limite d'âge varie selon les pays. En Angleterre, elle est de 15 ans. Au Canada, la série est déconseillée aux moins de 17 ans, comme aux États-Unis, et en France, aux moins de 16 ans. Plusieurs pays ont interdit la diffusion de Squid Game, comme la Chine et la Corée du Nord.

Ces mesures n'ont pas été suffisantes, puisque des enfants y ont eu accès. 

« Il est tout à fait normal que les enfants et les adolescents désirent regarder ce qui est populaire et ce dont tout le monde parle à l'école. Il est donc important pour les parents de rester à l'affût, puis de se renseigner pour être en mesure de mieux aider les jeunes en fonction de leurs âges et de leur sensibilité propre. »

— Caroline Fitzpatrick

## Distinctions
La série est récompensée 6 fois aux 74e Emmy Awards.

### Nominations
- Golden Globes 2025 : Meilleure série télévisée dramatique